# Real Sociedad Económica Extremeña de Amigos del País
La Real Sociedad Económica Extremeña de Amigos del País (RSEEAP), conocida en la ciudad de Badajoz, donde tiene su sede, simplemente como la Económica, fue fundada por Real Orden de 6 de julio de 1816 (209 años), es decir, en los primeros momentos del reinado de Fernando VII. Se trata, pues, de una institución oficial –considerada la más antigua de Extremadura en su género–, imbuida especialmente del espíritu ilustrado y liberal anterior a su constitución bajo un régimen absolutista y decisiva en el desarrollo económico y cultural tanto de la ciudad como de la provincia de Badajoz a lo largo de los siglos XIX y XX.
Entre sus aportaciones más brillantes, figuran la creación de las cátedras de Agricultura («sustituida –por el arbitrario deseo e interés de algún máximo responsable regional– por una de Matemáticas»), Geometría, Mecánica y Delineación, Química de las Artes o Dibujo (1834), el establecimiento de la Escuela Normal de Maestros y la Comisión de Monumentos Históricos y Artísticos, precursora del Museo Arqueológico Provincial (1844), el Instituto de Segunda Enseñanza General y Técnico (1845), la Escuela Normal de Maestras (1855), la Academia Municipal de Dibujo y Pintura (aprobada por el Ayuntamiento el 1 de mayo de 1876), la Academia de Ciencias Médicas (1887), la Caja de Ahorros y Monte de Piedad de Badajoz (1889), la organización de la única Exposición Regional Extremeña celebrada hasta el momento (1892), en la que, con ocasión del cuarto centenario del descubrimiento de América, se expusieron 1052 objetos industriales y artísticos, destacando entre estos últimos un Ecce Homo de Luis de Morales más 23 pinturas de Felipe Checa; la Granja Escuela Agrícola, creada en torno a 1902/3 e inaugurada por Alfonso XIII en 1905, la celebración del primer centenario del nacimiento del poeta y bibliófilo pacense Vicente Barrantes (1929) o, en general, un sinnúmero de distintos certámenes, coloquios y exposiciones de artistas extremeños:

El Sr. D. Ángel Pérez-Cortés y García Camacho, presbítero, ha tenido la atención, que estimamos en lo que vale, de remitirnos un ejemplar de la obra Verdadero concepto de la virtud, que fue premiado en el certamen científico literario y juegos florales organizados por la Sociedad Económica de Amigos del País de Badajoz en 1900.

— (18 abr. 1905). «Local y Regional». La Región Extremeña (Badajoz) (9133): 2.

Ya en este siglo, cabe destacar las I Jornadas sobre el Río Guadiana y I Fiesta Poética de la Primavera (2002), la creación del Premio de Periodismo Francisco Rodríguez Arias, antiguo vicepresidente de la institución (2003), la apertura de la nueva sede de la calle San Juan n.º 6 en 2005 (la primitiva se situaba en la calle Hernán Cortés n.º 1), I Ciclo de conferencias sobre las Fuerzas Armadas y la Guardia Civil (2010), I Ciclo de Conferencias sobre la Mujer (2011), etc.
La biblioteca, formada a partir del 1 de enero de 1871 (56 años después de la creación de la sociedad y tras varios intentos fallidos) gracias a la iniciativa y donación inicial de 351 volúmenes por parte del socio Emilio Barredo (ya en 1894, supera los 7000), cuenta en la actualidad con más de 30.000.
Además de los fondos bibliográficos, la hemeroteca dispone de un considerable número de periódicos y revistas tanto de dentro como de fuera de la provincia, que abarcan un extenso periodo de tiempo, exactamente, desde un ejemplar de El Diario de Badajoz de 1883 hasta los más recientes de los diarios Hoy y Extremadura.
En 2015, fue galardonada con la Medalla de Extremadura, máximo distinción que se concede en la comunidad.
En 2016 fue galardonada con la Medalla de la Ciudad, entregada por el Excmo. Ayuntamiento de Badajoz.

## Constitución
Las Sociedades Económicas de Amigos del País nacen como agrupaciones de individuos ilustrados y tienen como finalidad primordial la de promover y fomentar el desarrollo económico y social de las comunidades en las que se establecen, partiendo siempre de bases culturales. Más concretamente, se les asigna la misión de informar y asesorar a los gobernadores de cuantos hechos de cierta relevancia suceden en sus provincias, a la vez que estos tienen la obligación de someter a la consideración de los citados organismos dichas cuestiones.
Se trata por lo tanto de instituciones oficiales surgidas durante el último cuarto del siglo XVIII a instancias de Carlos III, con el doble objetivo de unificar los esfuerzos aislados de personas interesadas por el desarrollo cultural, científico y económico como motor principal del progreso del país, protegiendo asimismo sus desinteresadas iniciativas al respecto.
Cada una de ellas adopta un lema o divisa inicial que, a manera de consigna, compromete a sus socios en defensa del hombre como ser particular y, por extensión, a la comunidad a la que pertenece, siendo el de esta, tal y como aparece en su escudo: «ENSEÑANDO FOMENTA».
En este caso, la Económica pacense se funda por Real Orden de 5 de febrero de 1815 (210 años) a petición de Mariano Tamariz y Moure, «Comisario de Guerra de los Rs. Exércitos, empleado por Real Orden en la Secretaría de la Capitanía General de Castilla la Vieja, yndividuo de la Rl. Sociedad Matritense y otras del Reyno, amante de las Antigüedades, etc.», como forma de tratar de paliar en lo posible las desastrosas consecuencias políticas, sociales y económicas de la recién concluida Guerra de la Independencia (1808-1814) en la región. Según consta en el artículo primero de sus Estatutos, dispone para ello de un grupo de «personas bien opinadas y de instrucción que por su zelo [sic] y patriotismo se dedican a promover y cultivar los conocimientos que según su instituto puedan contribuir al bien y a la prosperidad de la Monarquía Española en general y más particularmente al de esta Provincia».

## Objetivos
Promover y fomentar:
- Los adelantos morales y materiales.
- Las manifestaciones culturales.
- Las iniciativas que puedan redundar en beneficio del país y, en especial, de la región extremeña.
- La creación de una verdadera conciencia cultural en sus socios y en los miembros de la comunidad dentro de la que desarrolla sus actividades.
- Promover y fomentar la práctica de las virtudes cívicas y crear una verdadera conciencia cultural en sus socios y demás miembros de la comunidad.
- Divulgar las creaciones artísticas y los conocimientos científicos, literarios y técnicos, prestando especial atención a los que puedan ser interesantes para Extremadura.
- Ofrecer a la sociedad civil de Extremadura, a través de sus actividades, un lugar de encuentro libre y abierto para la publicación y debate de los asuntos locales y regionales.
- Conservar abierta al público y, muy especialmente, a disposición de investigadores y estudiosos, su biblioteca, hemeroteca y archivo.
- Divulgar las creaciones artísticas y los conocimientos científicos, literarios y técnicos, prestando especial atención a los que puedan ser interesantes para Extremadura.
- Colaborar, con los medios a su alcance, con las autoridades nacionales, regionales, provinciales y locales, no solo cuando sea requerida expresamente para ello, sino también como norma general de su actuación, que deberá ser coadyuvante para alcanzar los fines primordiales del Estado.

## Presidentes
- Mateo Delgado Moreno, obispo de Badajoz (1816-1822). Bajo su presidencia, se celebró la primera reunión de la entidad el 6 de julio de 1816 (209 años).
- Juan Cabrera de la Rocha (1843-1865).
- Mariano de Castro Pérez (1865-1871).
- Luis Díaz de la Cruz (1878-1885).
- Federico Abarrategui Visen (1886-1889).
- Rafael González-Orduña y Sánchez (1890-1913).
- Leopoldo de Miguel Guerra (1913-1927).
- Manuel Jiménez Cierva (1927-1964).
- Enrique Segura Otaño (1964-1967).
- Juan Antonio Cansinos Rioboó (1983-1989).
- Francisco Pedraja Muñoz (1989-2016), presidente de honor (2016-2021).
- Alfredo Liñán Corrochano (2016-2017).
- Emilio Cruz Villalón (2018-actualidad).

## Publicaciones (selección)

### Cursos Apuntes para la historia de la ciudad de Badajoz
- VV. AA. (1999). Apuntes para la historia de la ciudad de Badajoz – Ponencias y comunicaciones I. Diputación Provincial. ISBN 847671470X.
- VV. AA. (2001). Apuntes para la historia de la ciudad de Badajoz – Introducción al siglo XX III. Diputación Provincial. DL BA 605-2001.
- VV. AA. (2002). Apuntes para la historia de la ciudad de Badajoz – Ponencias y comunicaciones II. Diputación Provincial. ISBN 8476716397.
- VV. AA. (2003). Apuntes para la historia de la ciudad de Badajoz – Personajes de Badajoz en el siglo XX IV. Diputación Provincial. DL BA 645-2003.
- VV. AA. (2004). Apuntes para la historia de la ciudad de Badajoz – Badajoz, plaza fuerte V. Diputación Provincial. DL BA 657-2004.
- VV. AA. (2006). Apuntes para la historia de la ciudad de Badajoz – Los primeros barrios de la ciudad VI. Diputación Provincial. DL BA 286-2006.
- VV. AA. (2008). Apuntes para la historia de la ciudad de Badajoz VII. Diputación Provincial. DL BA 18-2008.
- VV. AA. (2011). Apuntes para la historia de la ciudad de Badajoz – La Constitución de Cádiz 1812 VIII. Diputación Provincial. DL BA 382-2011.
- VV. AA. (2012). Apuntes para la historia de la ciudad de Badajoz – Cronología de Badajoz IX. Diputación Provincial. DL BA 169-2012.
- VV. AA. (2015). Apuntes para la historia de la ciudad de Badajoz X. Diputación Provincial. ISBN 978-8460816669.
- VV. AA. (2016). Apuntes para la historia de la ciudad de Badajoz – Bicentenario (1816-2016) XI. Diputación Provincial. ISBN 978-8461765188.

## Hemerografía
- Castellano Barrio, Lucía; Guillén Cumplido, Ildefonso (may.-ago. 1995). «Real Sociedad Económica Amigos del País: su biblioteca». Revista de Estudios Extremeños (Badajoz: Servicios Culturales de la Excma. Diputación Provincial) LI (II): 565-569. ISSN 0210-2854.
- Cortés Cortés, Fernando (may.-ago. 2012). «De la Económica a la Escuela de Artes y Oficios – Las enseñanzas profesionales en el Badajoz decimonónico». Revista de Estudios Extremeños (Badajoz: Servicios Culturales de la Excma. Diputación Provincial). LXVIII (II): 972-974. ISSN 0210-2854.
- Guerra, Arcadio (may.-ago. 1980). «La hemeroteca de la Real Sociedad Económica de Amigos del País de Badajoz». Revista de Estudios Extremeños (Badajoz: Servicios Culturales de la Excma. Diputación Provincial). XXXVI (II): 229-357. ISSN 0210-2854.
- Herrera Morillas, José Luis (ene.-abr. 2009). «Estudio y catálogo de las encuadernaciones artísticas del siglo XIX de la Biblioteca de la Real Sociedad Económica Extremeña de Amigos del País». Revista de Estudios Extremeños (Badajoz: Servicios Culturales de la Excma. Diputación Provincial) LXV (I): 39-74. ISSN 0210-2854.
- Marroquín Martínez, Laura; Sepúlveda Mangas, Remedios (2014). «D. Tirso Lozano Rubio y la Real Sociedad Económica Extremeña de Amigos del País de Badajoz». Revista de Estudios Extremeños (Badajoz: Servicios Culturales de la Excma. Diputación Provincial) LXX (n.º extraordinario): 863-882. ISSN 0210-2854.
- Rebollo Sánchez, Augusto (ene.-abr. 1996). «Ciclo de conferencias sobre las guerras con Portugal en la Económica Amigos del País». Revista de Estudios Extremeños (Badajoz: Servicios Culturales de la Excma. Diputación Provincial) LII (I): 297-299. ISSN 0210-2854.
- Rebollo Sánchez, Augusto (may.-ago. 1997). «La Económica Amigos del País celebró un nuevo ciclo de conferencia en el curso "Apuntes para la historia de la ciudad de Badajoz"». Revista de Estudios Extremeños (Badajoz: Servicios Culturales de la Excma. Diputación Provincial) LIII (II): 712-713. ISSN 0210-2854.
- Suárez Muñoz, Ángel; Suárez Ramírez, Sergio (sep.-dic. 2016). «La Real Sociedad Económica Amigos del País de Badajoz y el teatro». Revista de Estudios Extremeños (Badajoz: Servicios Culturales de la Excma. Diputación Provincial). LXXII (III): 1603-1638. ISSN 0210-2854.